# ジョドレ (俳優)
ジョドレ（Jodelet、本名 Julien Bedeau 、1591年10月14日 - 1660年3月26日）は、フランスの喜劇役者。17世紀フランスにおいて、最も有名な喜劇役者の1人であった。彼を題材にとった戯曲も数多く制作されている。

## 生涯
※彼の生涯について、詳しいことはよくわからない。
1591年10月14日、ナントに生まれた。1603年、アンジェの劇団に見習いとして加入したことから、彼の役者人生は始まったようである。パリの演劇関係の資料に彼の名が現れるのは、マレー座が創設された1634年のことである。この記録にはマレー座の創設メンバーとして名前があるが、1635年初頭前後にオテル・ド・ブルゴーニュ座に移籍した。1641年にはマレー座に復帰し、中心役者として活動した。とくにマレー座で演じたピエール・コルネイユの『嘘つき男』では下僕役を演じ、一躍パリ劇壇で人気役者となった。1657年にはマレー座から離れ、1659年には弟のレピーとともに、パリに戻ってきたモリエール劇団に加入した。モリエール劇団では『才女気取り』において重要な役を演じ、同作品は大成功を収めるなどしたが、翌年の3月26日に老衰で息を引き取った。

## 役者としての特徴
あの人は他人を笑わすことしか考えていないみたい、

することなすこといつもめちゃくちゃで、

癖か偶然か知りませんけど、

絶えず鼻声で話します。その話し方は

わざといつもでたらめに喋ろうとするみたい。

ポール・スカロン『ジョドレ、あるいは主人になった召使』より

愚直な白塗り役としては、ジョドレは良い役者である。今ではもう、彼のいるマレー座でしか笑劇は演じられないが、それも、彼がいるからこそ演じられているのだ。(中略)彼の当たり役は下僕で、ド・ヴィリエ嬢の夫であるヴィリエ、芸名フィリパンも下僕役として悪くなかったが、彼ほど鮮やかではなかった。ジョドレは鼻にかかった声でしゃべった。それというのも、かさっ気の治療をきちんと受けなかったからであるが、却ってそれが魅力となっている。 - タルマン・デ・レオー『逸話集』から

この2つの評に見えるように、鼻声が特徴的な役者であったようである。ジョドレは下僕役で大成功を収めていたが、どの下僕役にも通底する特徴は「鯨飲馬食」であって、スペイン演劇におけるグラシオーソ(道化役、gracioso)の流れを受け継いでいる。

## 主な出演作品
- 嘘つき男 - Le Menteur (ピエール・コルネイユ、1643年)
- ジョドレ、あるいは主人になった召使い - Jodelet ou le Maître valet (ポール・スカロン、1643年)
- 決闘者ジョドレ - Jodelet duelliste (ポール・スカロン、1643年)
- 三人のドロテ、あるいは横っ面を張られたジョドレ - Trois Dorothées ou le Jodelet soufflté (ポール・スカロン、1645年)
- 占星術師ジョドレ - Jodelet Astrologue (ドゥーヴィル、1645年)
- 利口者 - Le Dénisaisé (ジレ・ド・ラ・テッソヌリー、1647年)
- ドン・ベルトラン・ド・シガラル - Dom Bertrand de Cigarral (トマ・コルネイユ、1651年)
- 己自身の牢番、あるいは王侯ジョドレ - Le Géoloer de soi-meme ou Jodelet prince (トマ・コルネイユ、1655年)
- 喜劇なしの喜劇 - La Comédie sans Comédie (フィリップ・キノー、1655年)
- 田舎貴族 - Le Campagnard (テッソヌリー、1656年)
- 才女気取り - Les Précieuses ridicules (モリエール、1659年)